# Авеметатарзалии
Авеметатарза́лии (лат. Avemetatarsalia) — клада животных, определение которой впервые дано в 1999 году. Представляет собой одну из двух основных ветвей архозавров, включающую в себя клады Dinosauromorpha и Pterosauromorpha, объединяемых под общим названием Ornithodira, а также кладу Aphanosauria. В целом в число авеметатарзалий включаются все архозавры, по семи синапоморфическим признакам более близкие к динозаврам и современным птицам, чем к крокодилам.

## Классификация и название
В 1999 году в «Философских трудах Королевского общества» британский палеонтолог Майкл Бентон продемонстрировал ряд отличий триасового архозавра Scleromochlus taylori от других представителей клады Ornithodira, в которую он ранее включался. Вместе с тем Бентон установил, что сходство семейства Schleromochlidae с кладой Ornithodira достаточно велико, чтобы объединить их в группу более высокого ранга, отличающуюся от другой основной ветви архозавров — Pseudosuchia. Поскольку одной из важнейших отличительных характеристик новой клады, общих для Schleromochlidae и Ornithodira, были удлинённые «птичьи» кости плюсны, общая длина которых составляла более половины от длины большеберцовой кости, Бентон дал ей название Avemetatarsalia, то есть «птицелапые».
Помимо длинной стопы, представители авеметатарзалий разделяют ещё шесть синапоморфических признаков:
- Интермембральный индекс (соотношение длины передних и задних конечностей) меньше, чем 0,55
- Лобковая кость длиннее седалищной
- Бедренная кость короче большеберцовой
- Четвёртая дистальная кость предплюсны почти равна по толщине третьей дистальной кости предплюсны
- Узкая плюсна с плотно прилегающими костями с первой по четвёртую
- Отсутствие остеодерм на спине.

В свою очередь, представителей группы Ornithodira (включающей птерозавров и динозавроморфов, к которым, по современным кладистическим воззрениям, относятся и птицы) отличают от склеромохлов пять общих характеристик:
- 8-й предкрестцовый позвонок длинней, чем 18-й
- Форма дельтопекторального узла на плечевой кости приближается к прямоугольной (у других архозавров ближе к круглой)
- Укороченные пяточная кость и сужение малоберцовой кости
- Бороздка на задней части таранной кости
- Рудиментарный или полностью отсутствующий бугор пяточной кости

В 2001 году независимо от выводов Бентона Жак Готье и Кевин Кейрос дали название Panaves («все птицы») группе архозавров, включающей птиц, динозавров, птерозавров, склеромохлусов и триасовых архозавров из родов Pseudolagosuchus, Lagerpeton и Marasuchus. Их определение получившейся клады (все архозавры, более близкие к птицам, чем к крокодилам) совпадает с более ранним определением Бентона; таким образом, название Panaves является синонимом Avemetatarsalia.

## Биоразнообразие
Хотя первые авеметатарзалии появились уже в середине триасового периода, а к концу его уже были представлены разнообразными видами, до началы эры динозавров в юрском периоде псевдозухии были намного более распространёнными архозаврами. Базальной кладой авеметатарзалий являются птерозавры, остатки которых известны по норийскому ярусу триаса на территории современных Европы и Гренландии, но которые, вероятно, появились как самостоятельная ветвь эволюции уже в ладинском ярусе. У птерозавров уже наблюдаются общие для авеметатарзалий характеристики задних конечностей, но за счёт раннего появления на эволюционном дереве они также во многом отличаются от динозавров.
Известное по позднему триасу семейство Schleromochlidae рассматривается частью учёных как сестринский таксон для птерозавров и динозавров, а другими — как примитивная форма птерозавров. Хотя известны практически полные скелеты склеромохлов, все они сохраняются в отливках, что затрудняет анализ остатков, учитывая, что некоторые из костей предплюсны лишь немногим крупнее зёрен камня, в котором найдены скелеты.
Клада динозавроморфов включает, помимо динозавров, примитивные группы архозавров, которые раньше считались эволюционно развитыми текодонтами — в частности, Lagosuchus и, возможно, Lagerpeton (последний иногда классифицируется в кладе Pterosauromorpha). Эти группы обладают общими чертами с динозаврами и считаются родственными им таксонами. Силезавриды, такие как Silesaurus и Sacisaurus, могут являться сестринским таксоном динозавров; их представители существовали параллельно с первыми динозаврами. Находки базальных видов динозавров позволяют сформулировать список признаков, которые отличают собственно динозавров от этих динозавроморфов. С другой стороны, статус силезаврид в современных классификациях является спорным, и некоторые авторы рассматривают их как граду базальных птицетазовых динозавров
В 2017 году в кладу Avemetatarsalia была включена недавно описанная клада Aphanosauria, более древняя по сравнению с сестринским таксоном Ornithodira и включающая преимущественно триасовых архозавров (Dongusuchus, Spondylosoma, Teleocrater, Yarasuchus).